# Болгарово
Болгарово (болг. Българово) — город в Бургасской области Болгарии. Входит в состав общины Бургас. Находится примерно в 19 км к северо-западу от центра города Бургас. По данным переписи населения 2011 года, в городе  проживало 1695 человек.

## Население
| Год     | 1934 | 1946 | 1956 | 1965 | 1975 | 1985 | 1992 | 2001 | 2011 |
| ------- | ---- | ---- | ---- | ---- | ---- | ---- | ---- | ---- | ---- |
| Жителей | 2543 | 2919 | 2426 | 2550 | 2486 | 2280 | 2407 | 2122 | 1695 |

| Национальность | Человек | Процент |
| -------------- | ------- | ------- |
| болгары        | 1177    | 97,43%  |
| турки          | 5       | 0,41%   |
| цыгане         | 6       | 0,5%    |
| Всего ответов  | 1208    |         |

|  |